# Rap nelle mani volume 1
Rap nelle mani volume 1 è il primo mixtape del rapper italiano Primo Brown, pubblicato l'8 dicembre 2011 dalla Honiro Label.

## Descrizione
Reso disponibile per il download gratuito, il mixtape è composto da 12 tracce. Alcune di esse sono degli inediti dei Cor Veleno che non sono mai stati pubblicati prima, scritti dal 2002 al 2011, e che ripercorrono, in qualche modo, la storia del gruppo: la traccia Rap nelle mani, ad esempio, risale ai tempi di Radio Bomboclat Mixtape Vol. 1 pubblicato da Squarta nel 2005,, mentre la traccia Cantano tutti (Blaze Riddim) è un remix in stile reggae della traccia omonima presente in Qui è selvaggio, album pubblicato nel 2011. Nel volume è presente anche la traccia Due e trenta demmerda che, attraverso un videoclip diretto da Ibbanez, ha accompagnato l'uscita del mixtape.
Le tracce La soldatina e Christmas Blues sono state prodotte da Ill Grosso, mentre la traccia Ci metto la foto è stata prodotta da Squarta. Gli scratch e la fase di missaggio sono stati curati da DJ Myke.

## Tracce
1. Guarda (Intro) – 2:36
2. Rap nelle mani – 2:37
3. Due e trenta demmerda – 2:45
4. Ci metto la foto – 2:28 (musica: Squarta)
5. La soldatina – 2:30 (musica: Ill Grosso)
6. Scappa – 3:08
7. Alza il pugno – 2:19
8. Il sistema – 2:54
9. Meglio di così – 2:50
10. Cantano tutti (Blaze Riddim) – 2:52
11. Christmas Blues – 2:13 (musica: Ill Grosso)
12. La fine (Outro) – 2:26